# Lessertinella
Lessertinella és un gènere d'aranyes araneomorfes de la subfamília Erigoninae, dins de la família Linyphiidae.
Fou descrit per primera vegada per J. Denis l'any 1947.  Es poden trobar a Àustria, França, Alemanya, Itàlia, Macedònia, Romania, Eslovàquia, i Suïssa.

## Llista d'espècies
Segons The World Spider Catalog 12.0:
- Lessertinella carpatica Weiss, 1979
- Lessertinella kulczynskii (Lessert, 1910) (Espècie tipus)